# Andorra himnusza
Az El Gran Carlemany („A hatalmas Nagy Károly”) Andorra nemzeti himnusza. Szövegét Urgel püspöke, Joan Benlloch i Vivó (1864–1926) írta. Zenéjét Enric Mossèn Marfany Bons atya (1871–1942), Sant Julià de Lòria szülötte szerezte. Először 1921. szeptember 8-án, Andorra védőszentjének, a Meritxelli Szűz ünnepén adták elő.

## Szövege
| Eredeti szöveg | Magyar szöveg |
| --- | --- |
| El gran Carlemany, mon pare Dels alarbs em deslliurà I del cel vida em donà De Meritxell la gran mare. Princesa nasquí i pubilla Entre dos nacions, neutral; Sols resto l'única filla De l'imperi Carlemany. Creient i lliure onze segles, Creient i lliure vull ser. Siguin els furs mos tutors I mos prínceps defensors. | Nagy Károly, az apám Megszabadított az araboktól, És az ég adott nekem életet Meritxell, a nagy anya által. Ő hercegnőnek és örökösnek született, Két nemzet közt pártatlanul. Az egyetlen még élő leánya Nagy Károly birodalmának. Híven és szabadon tizenegy századon át, Híven és szabadon akarok tovább élni. Az idősek legyenek irányítóim S a hercegek védelmezőim. |